# SpaceX Crew-1
SpaceX Crew-1 (též USCV-1) byl první operační let americké kosmické lodi typu Crew Dragon v rámci programu komerčních letů s posádkou (Commercial Crew Program). Loď Resilience dopravila v listopadu 2020 na ISS čtyřčlennou posádku, která se stala součástí Expedice 64 a na zemi se vrátila po půlroční misi počátkem května 2021.   

## Kosmická loď Crew Dragon
Crew Dragon je kosmická loď pro lety s posádkou navržená v rámci programu NASA CCDev, (Commercial Crew Development) společností SpaceX, především pro dopravu astronautů na Mezinárodní vesmírnou stanici. SpaceX ale loď používá i pro další účely mimo spolupráci s NASA (komerční programy Inspiration4, Axiom Space a Polaris).  

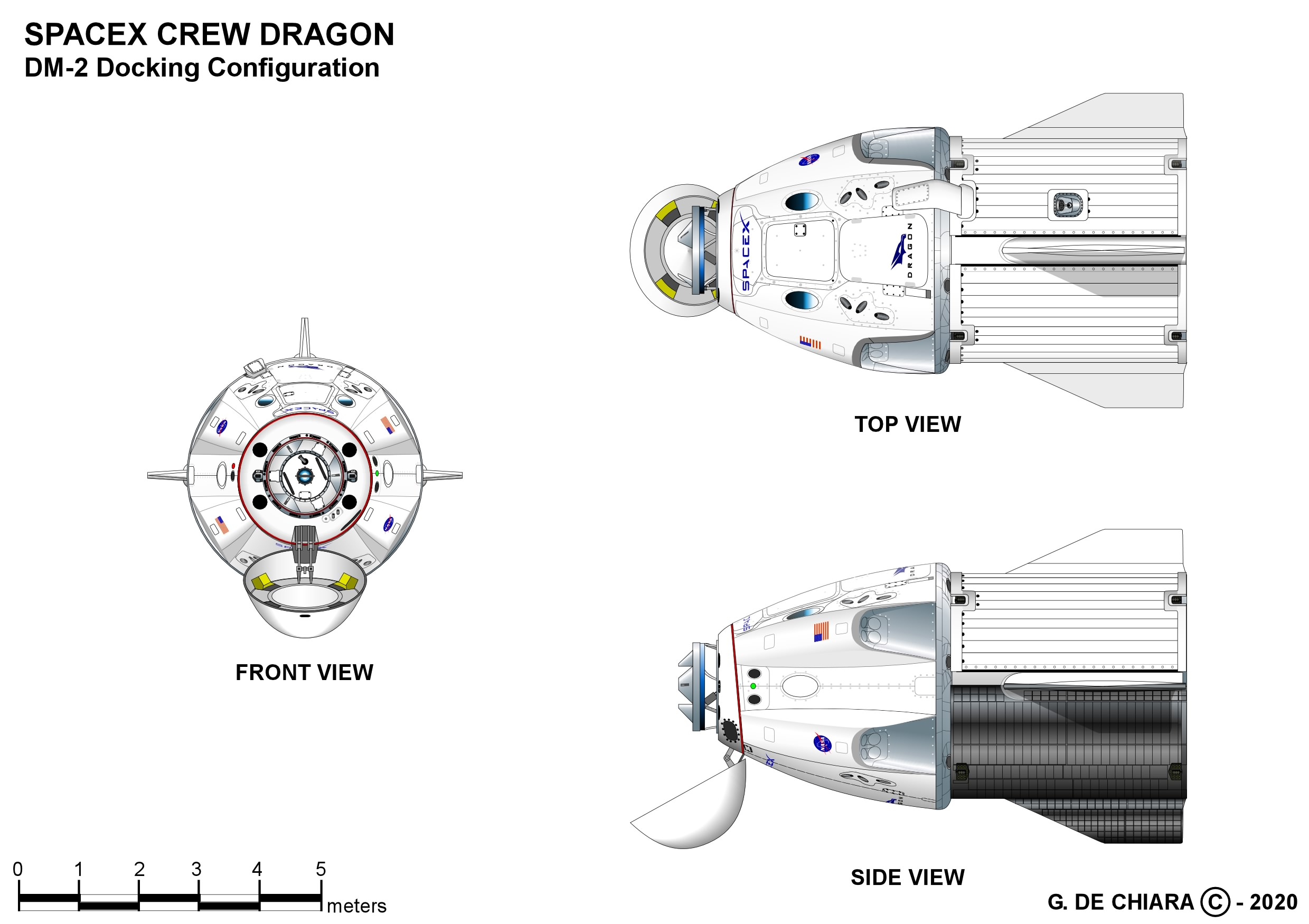
Crew Dragon v letové konfiguraci.

Crew Dragon tvoří znovupoužitelná kabina kónického tvaru a nástavec v podobě dutého válce (tzv. trunk). V kabině je hermetizovaný prostor o objemu 9,3 m3, v němž lze umístit sedačky až pro sedm osob (NASA pro lety k ISS využívá 4 místa). Nástavec je možné využít pro dopravu nákladu, který nemusí být umístěn v hermetizovaném prostoru (např. zařízení určeného pro umístění na vnější straně ISS, tedy v otevřeném kosmickém prostoru. Sestava kabiny a nástavce ve startovní pozici měří na výšku 8,1 metru a v průměru má 4 metry. 

## Posádka
Hlavní posádka:
- Michael Hopkins (2), NASA – velitel
- Victor Glover (1), NASA – pilot
- Sóiči Noguči (3), JAXA – letový specialista
- Shannon Walkerová (2), NASA – letová specialistka

V závorkách je uveden dosavadní počet letů do vesmíru včetně této mise.
Záložní posádka:
- Kjell N. Lindgren (2), NASA
- Kóiči Wakata (5), JAXA

## Průběh letu
Po testovacích letech SpX DM-1 a SpX DM-2 musela být dokončena certifikace lodi, k čemuž došlo 10. listopadu 2020. Start letu Crew-1 proběhl po několika odkladech 16. listopadu 2020 v 00:27 UTC, loď byla vynesena raketou Falcon 9 Block 5 z Kennedyho vesmírného střediska k Mezinárodní vesmírné stanici (ISS), kam dopravila čtyři členy posádky. K ISS zadokovala 17. listopadu 2020 ve 4:01 UTC. Posádka se na ISS stala součástí Expedice 64. 
Po 139 dnech došlo k předokování na port PMA-3, aby byl port PMA-2 volný pro Crew-2 a po odletu se PMA-3 uvolnil pro CRS-22, která na stanici přiveze nové solární panely, a proto musí být v dosahu Canadarm2.
Před odletem se Shannon Walkerová na 12 dní stala velitelkou Expedice 65. K návratu mise Crew-1 na Zemi došlo 2. května 2021. Šlo o první noční přistání do vody od mise Apollo 8 v roce 1968. Jedná se také o zatím nejdelší pilotovanou misi s americkou kosmickou lodí, předchozí rekord (84 dní) držela mise Skylab 4, která přistála v roce 1974.

## Galerie

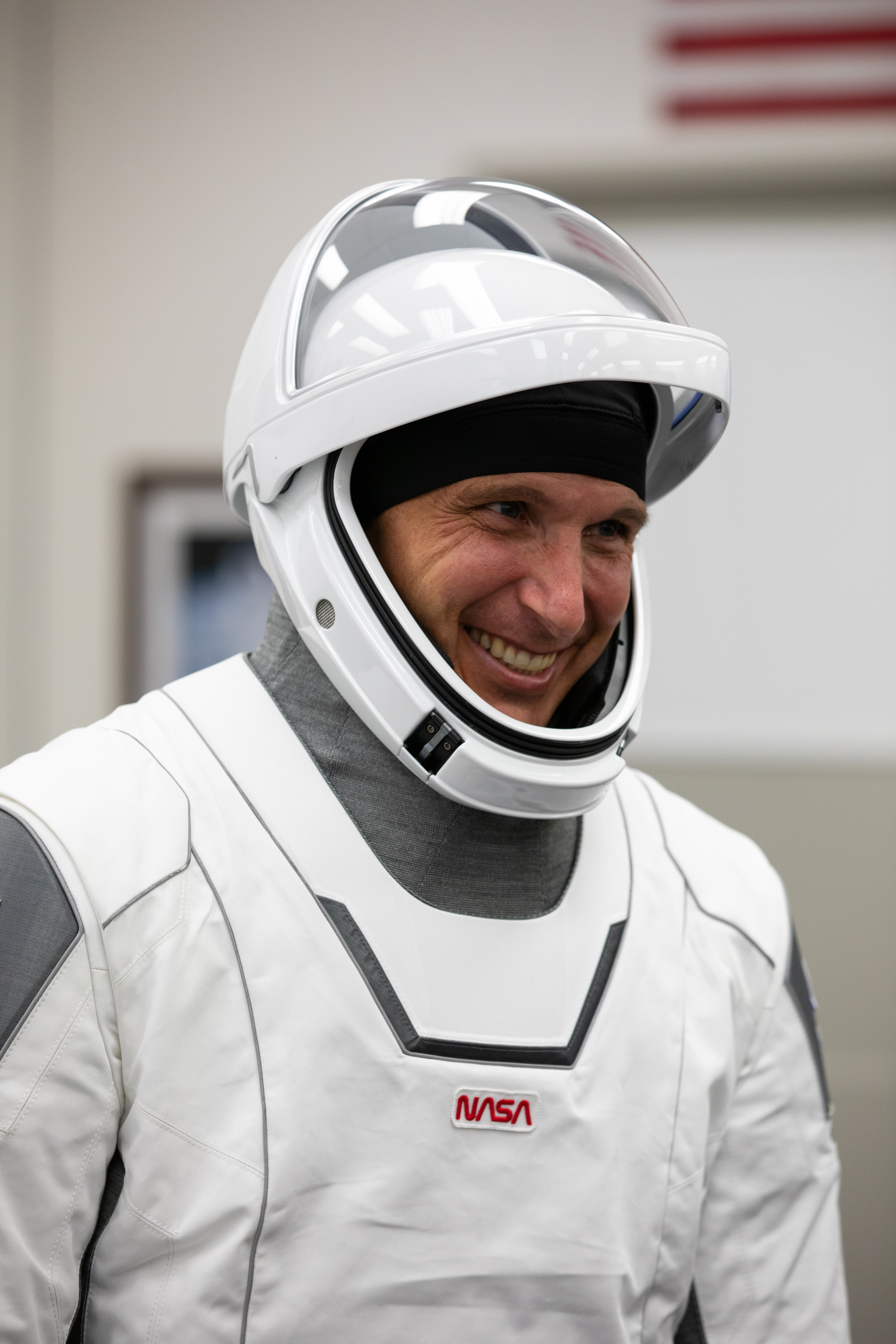
Velitel mise Crew-1 Mike Hopkins
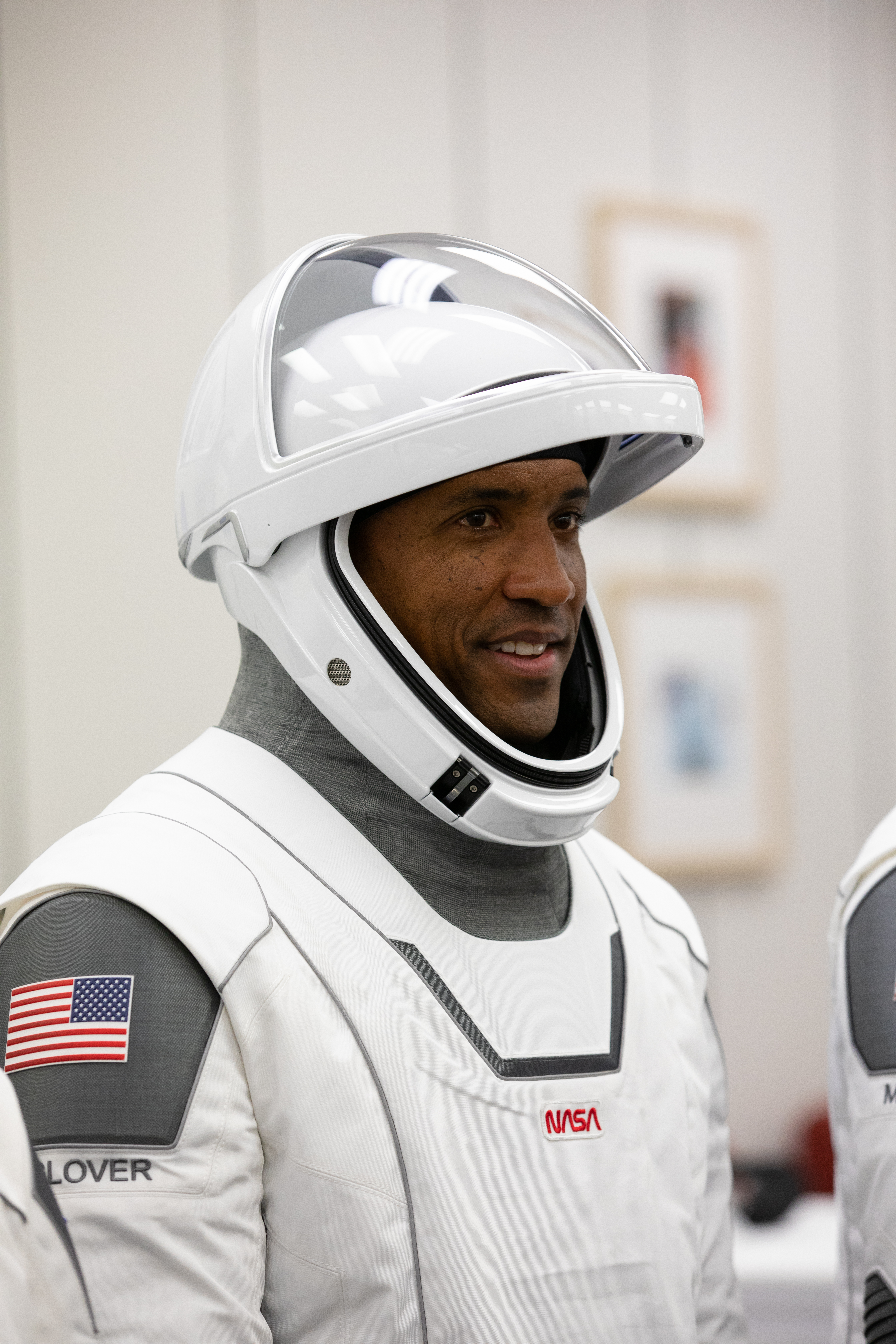
Pilot mise Crew-1 Victor Glover
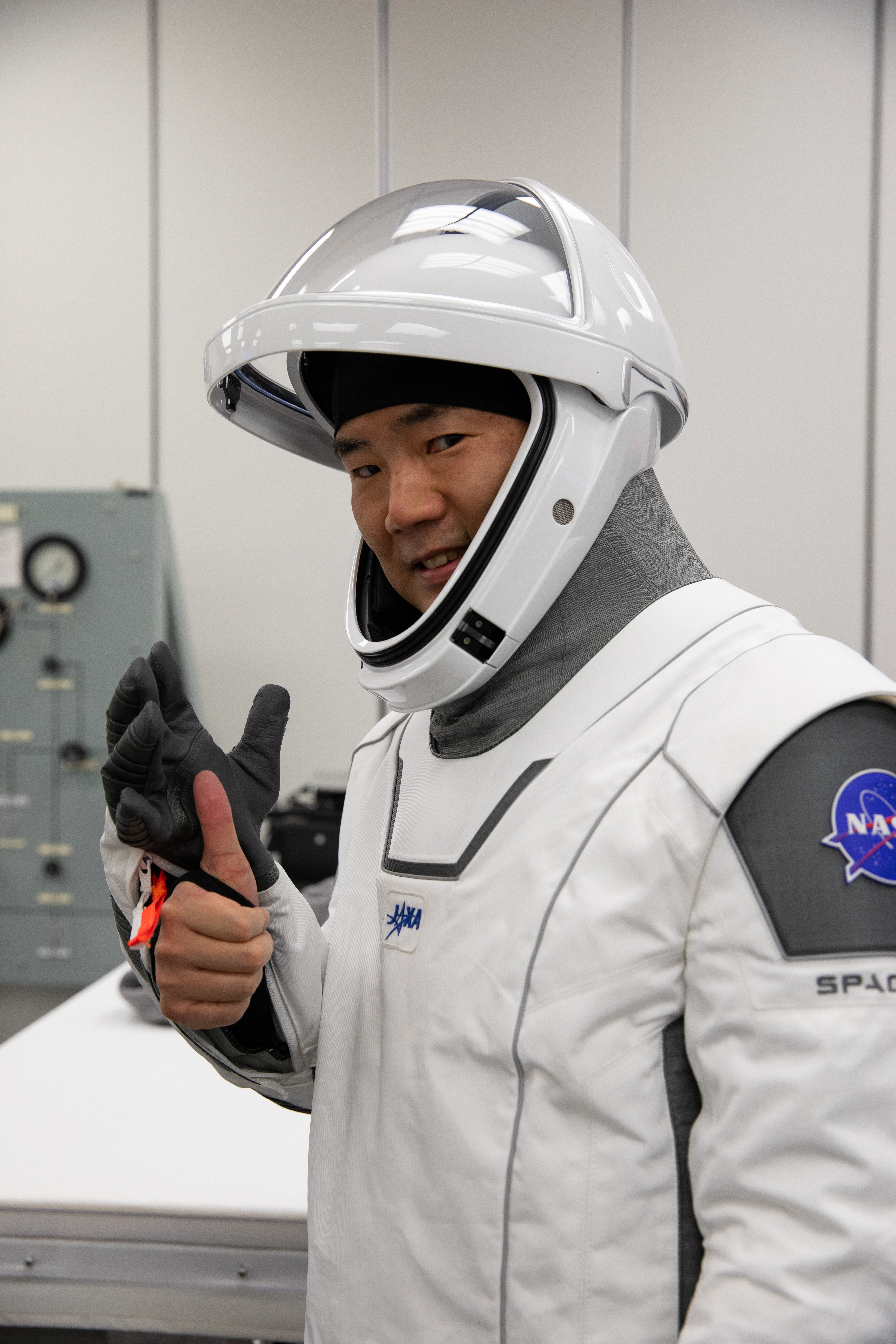
Letový specialista mise Sóiči Noguči
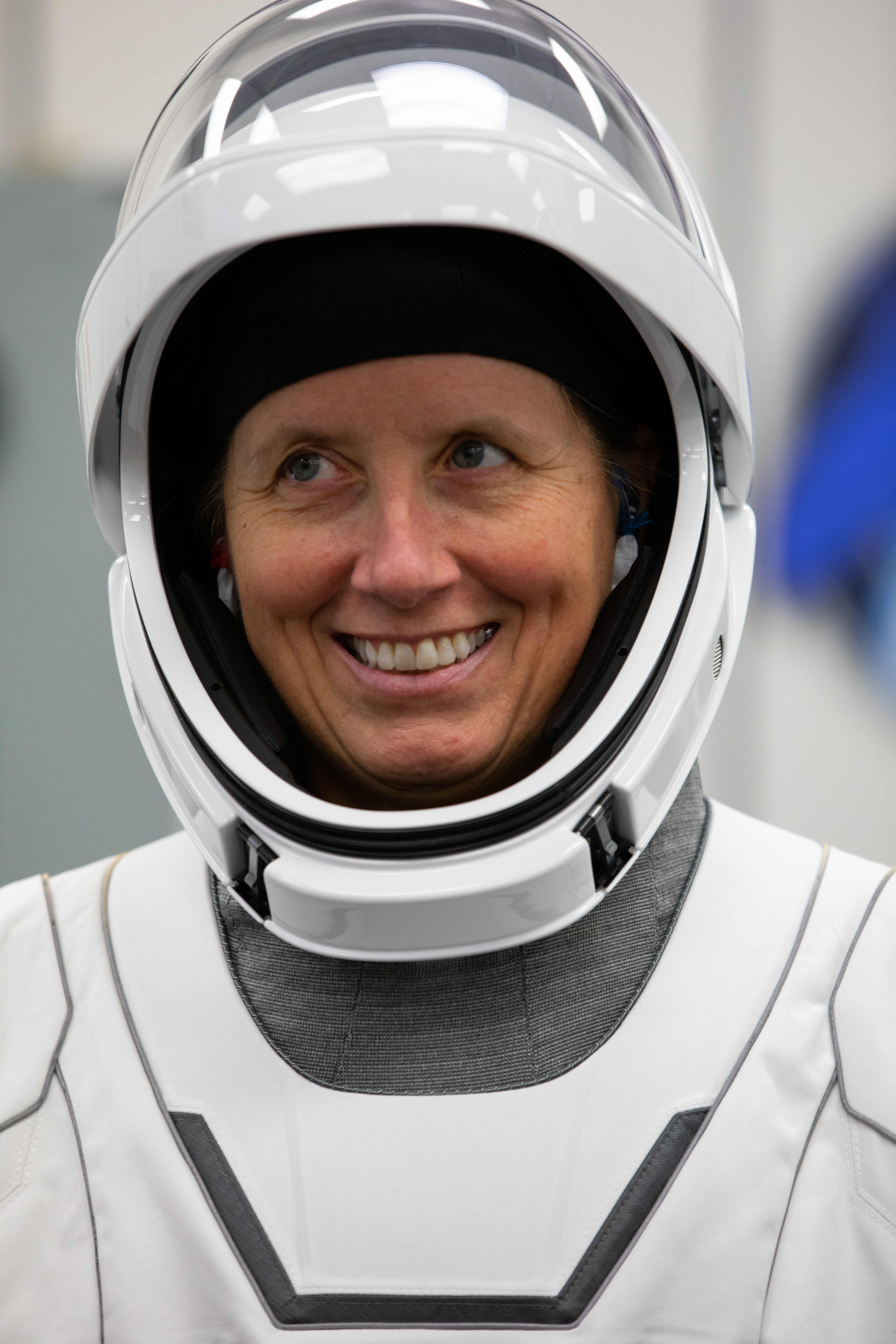
Letová specialistka mise Crew-1 Shannon Walkerová
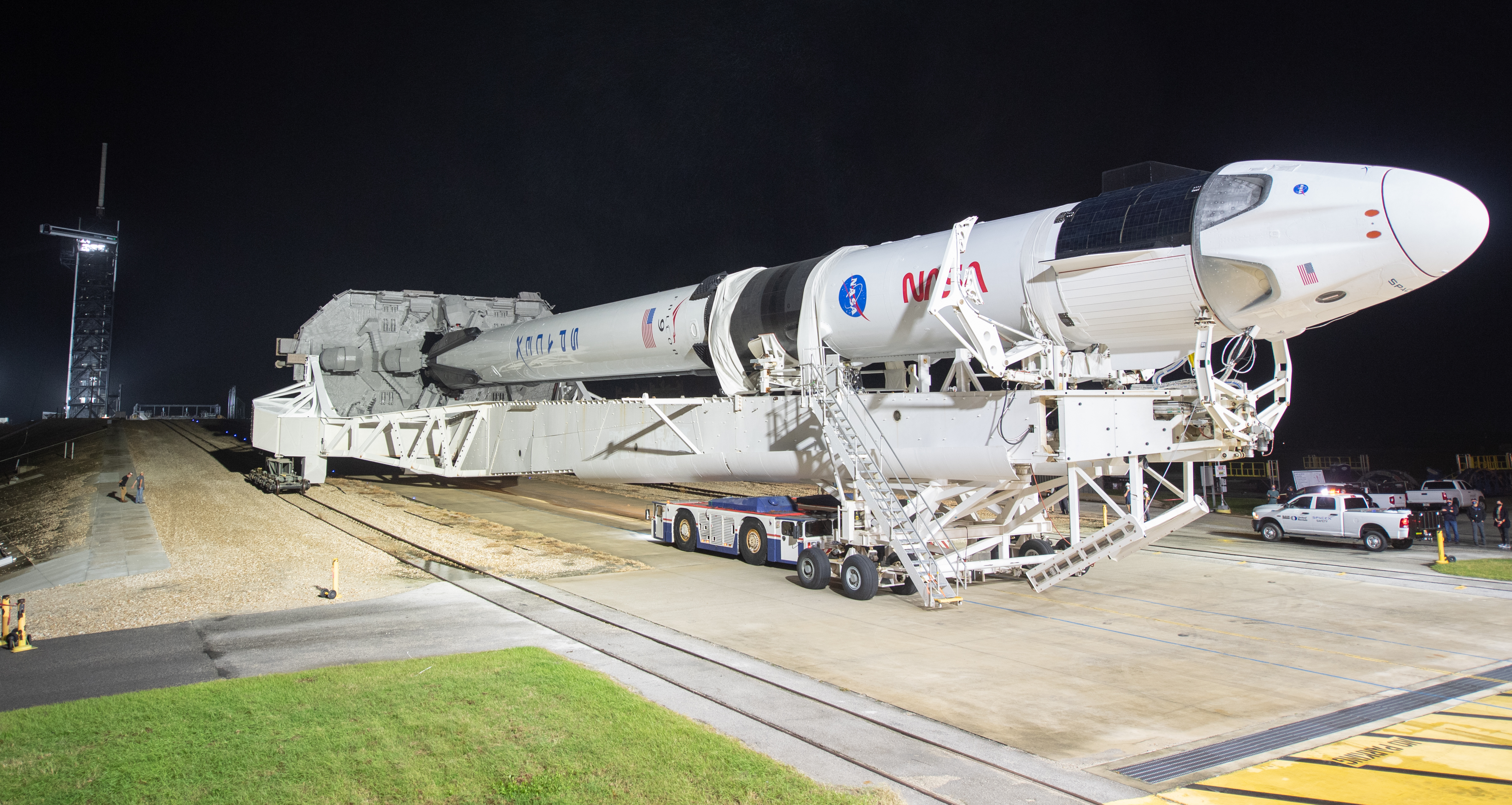
Vývoz rakety Falcon 9 s lodí Crew Dragon na startovací rampu
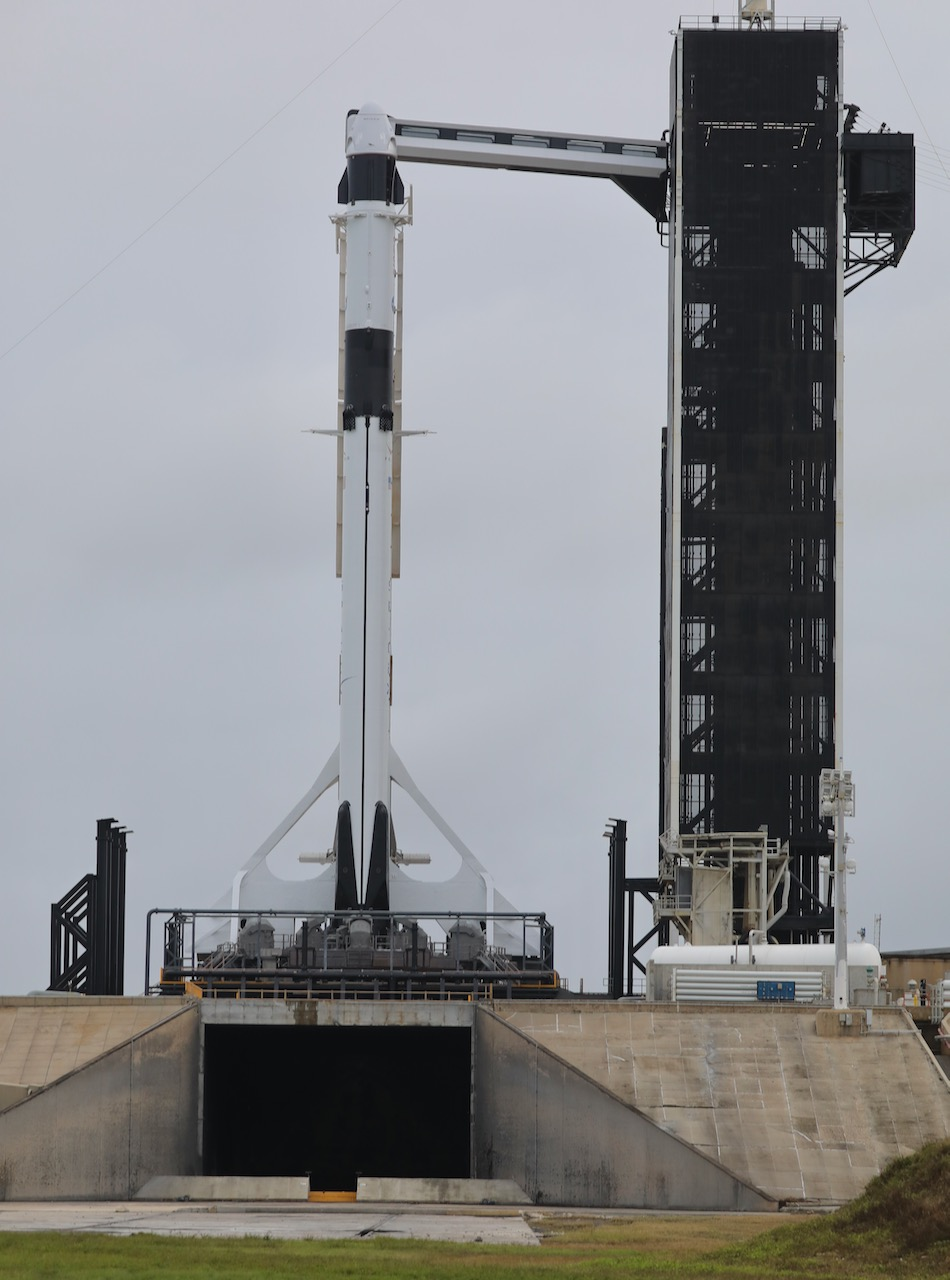
Raketa Falcon 9 s lodí Crew Dragon na startovací rampě
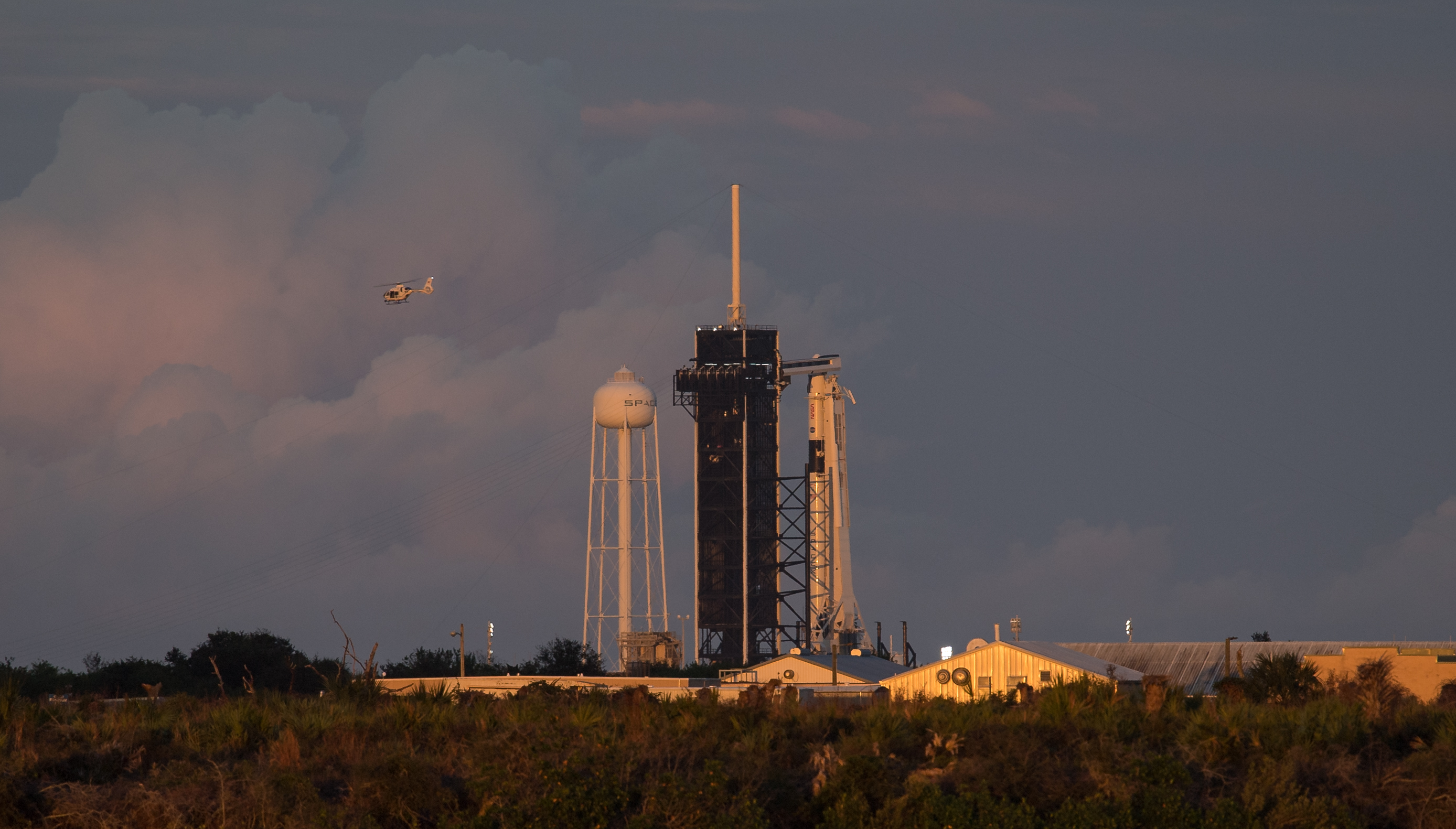
Raketa Falcon 9 s lodí Crew Dragon na startovací rampě
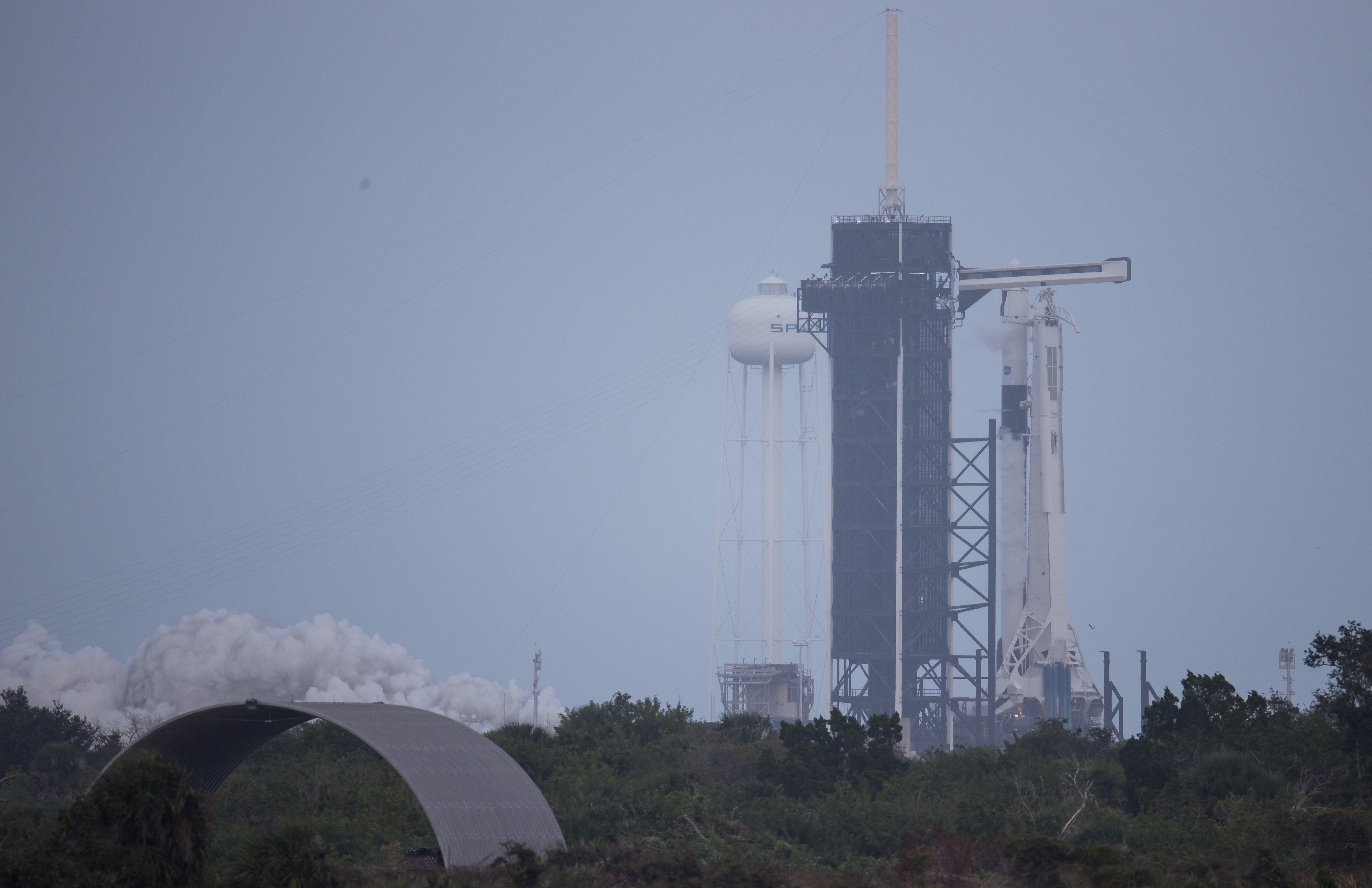
Statický zážeh před misí Crew-1
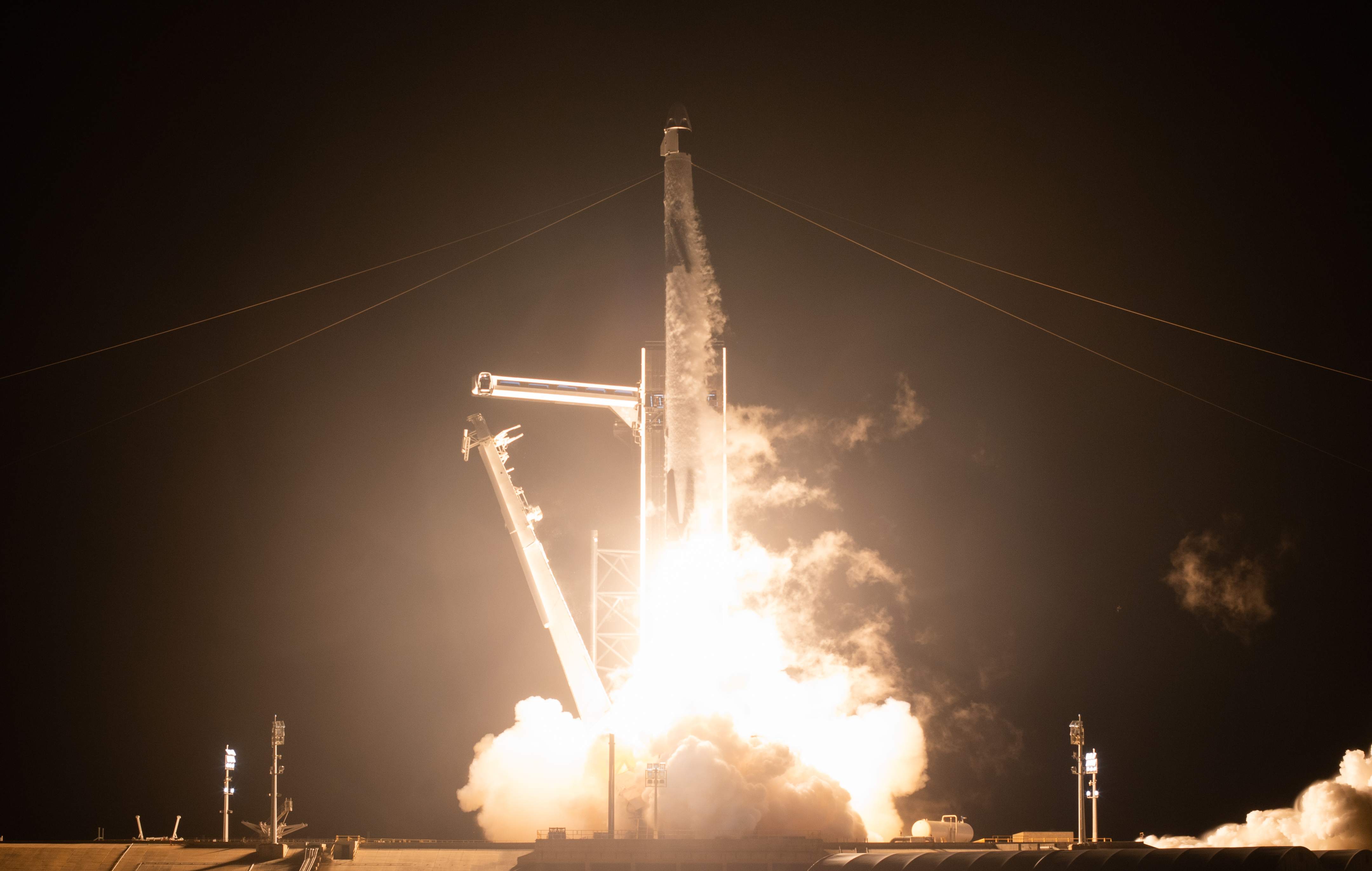
Start mise Crew-1
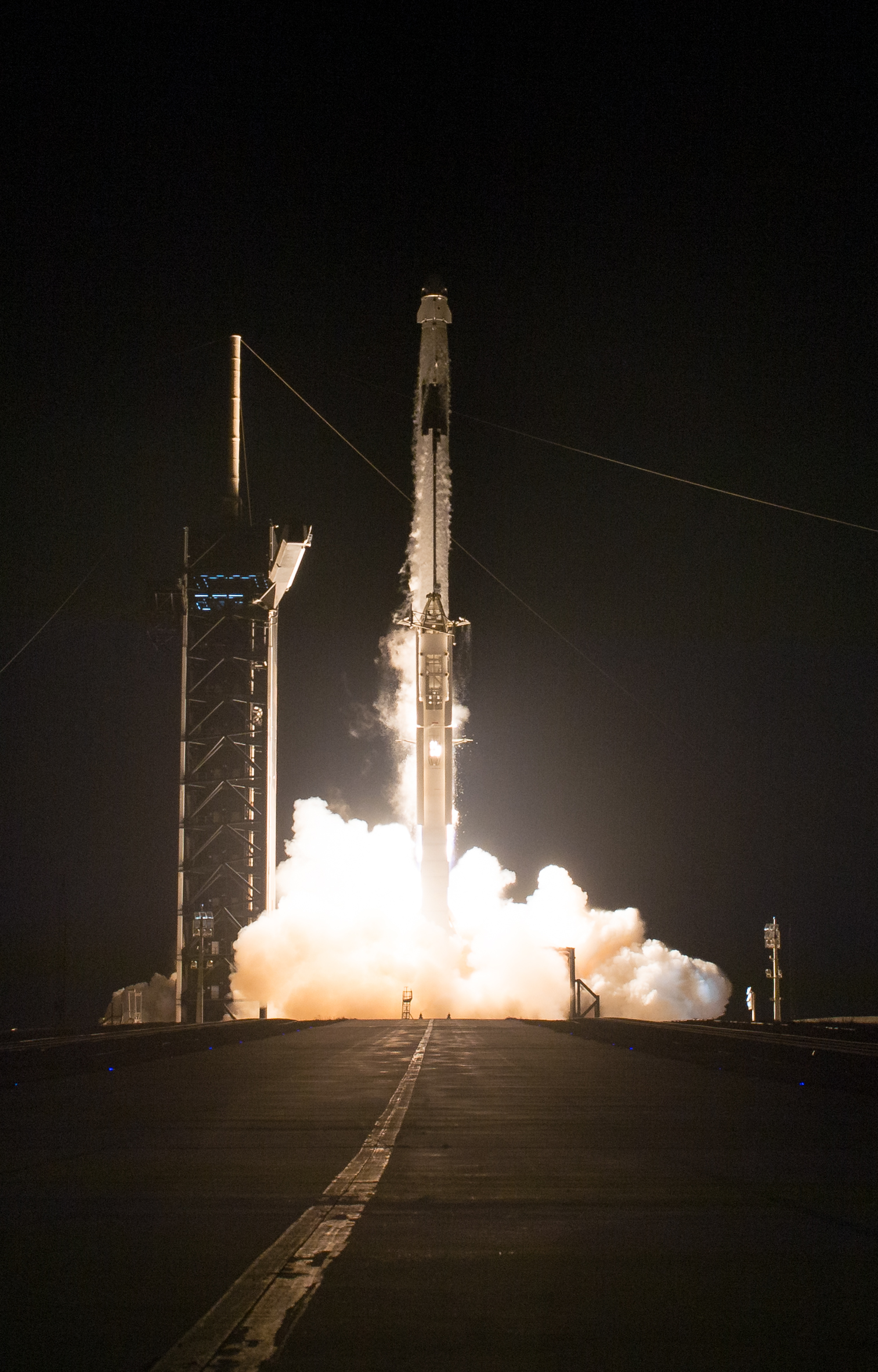
Start mise Crew-1
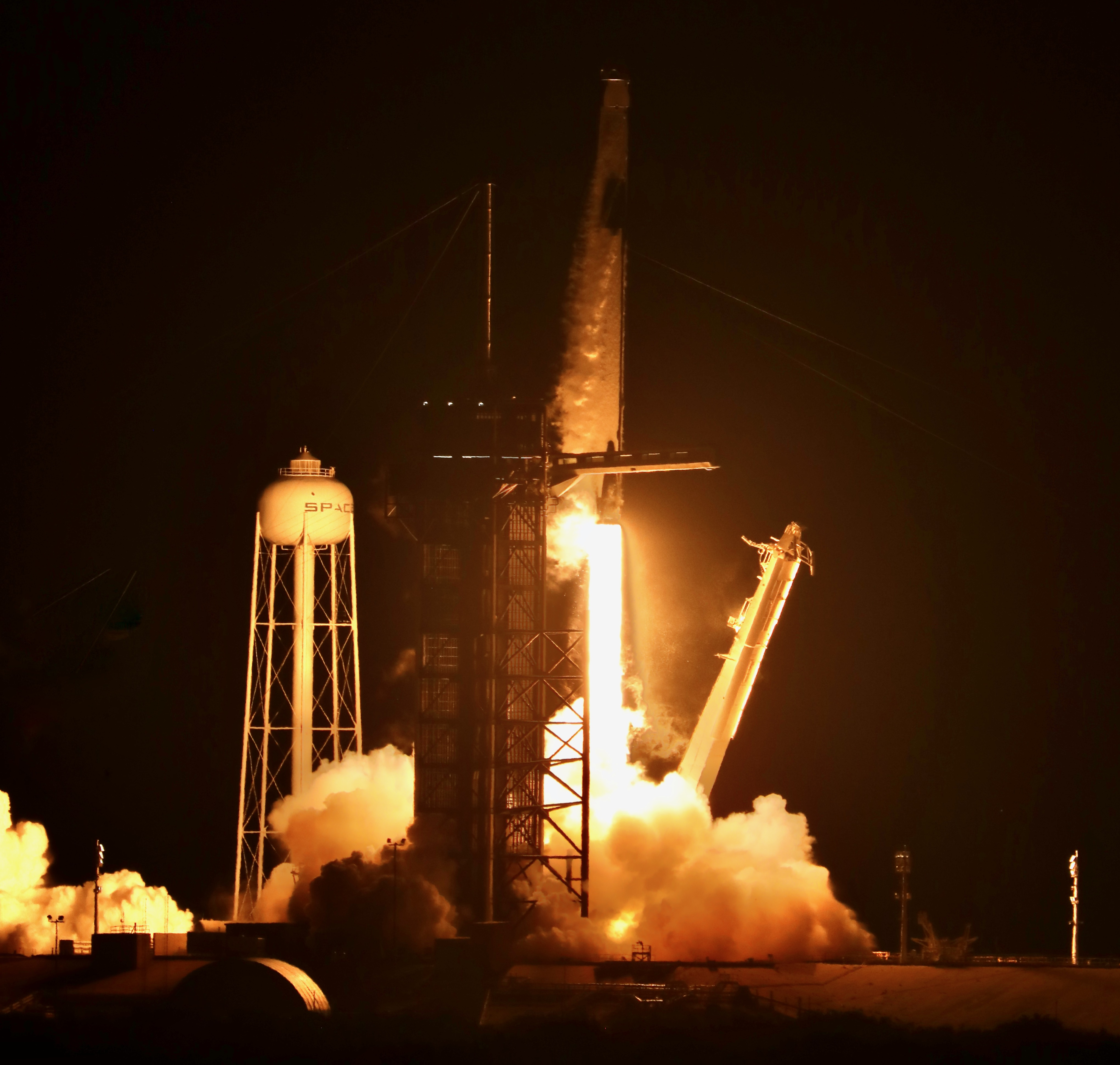
Start mise Crew-1
- Start mise Crew-1
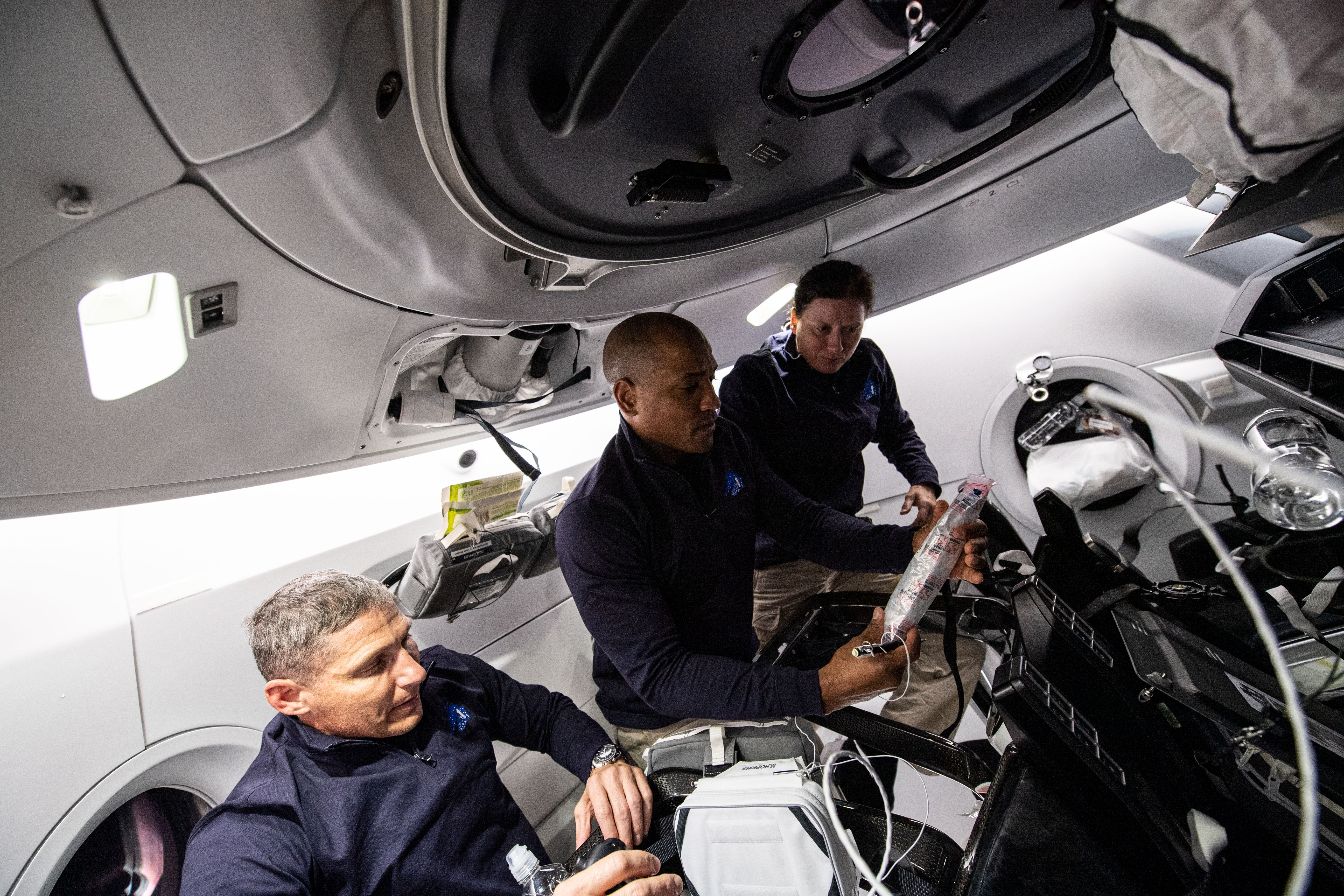
Posádka během přeletu k ISS
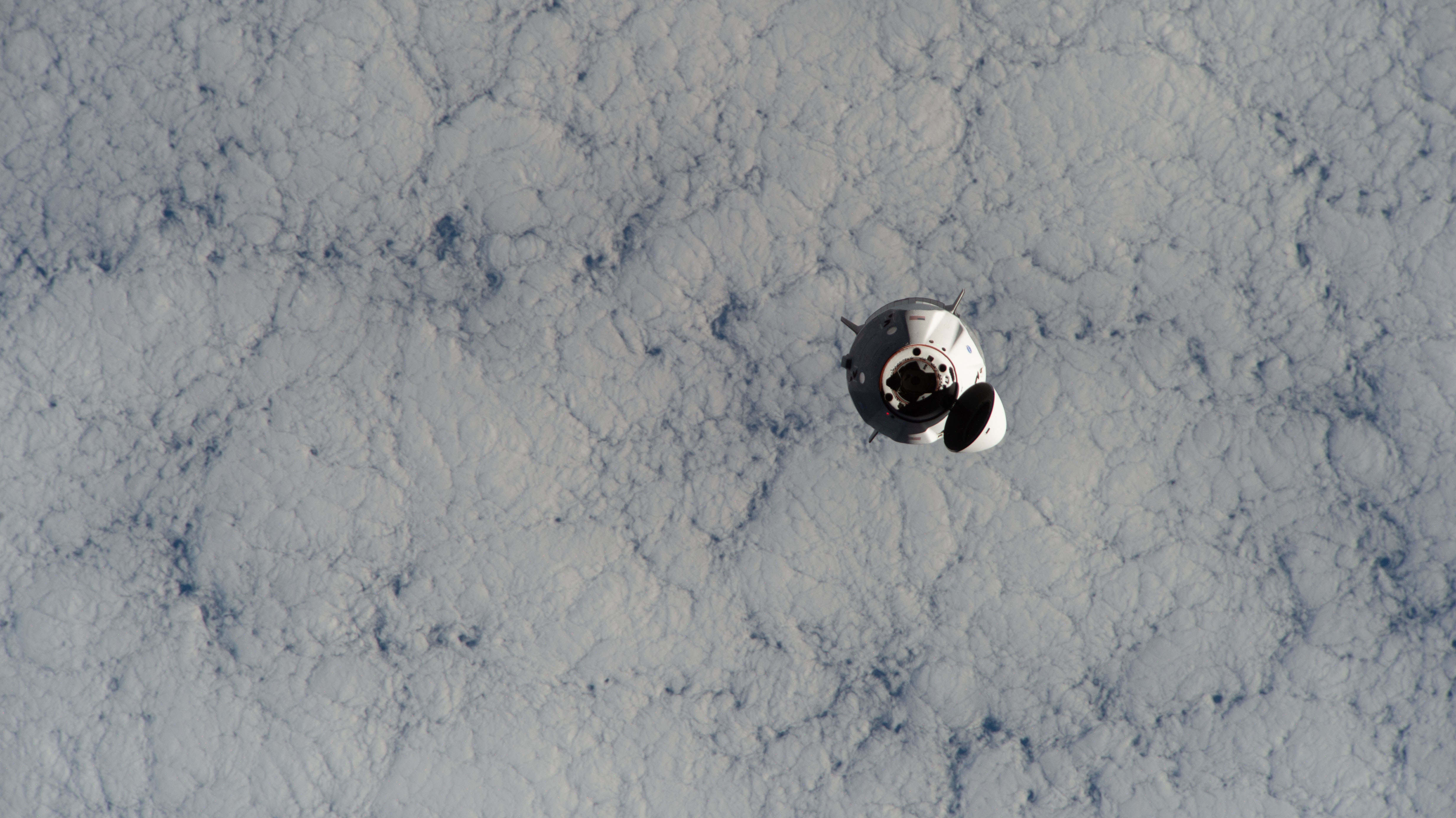
Přílet lodi Crew Dragon k ISS během mise Crew-1
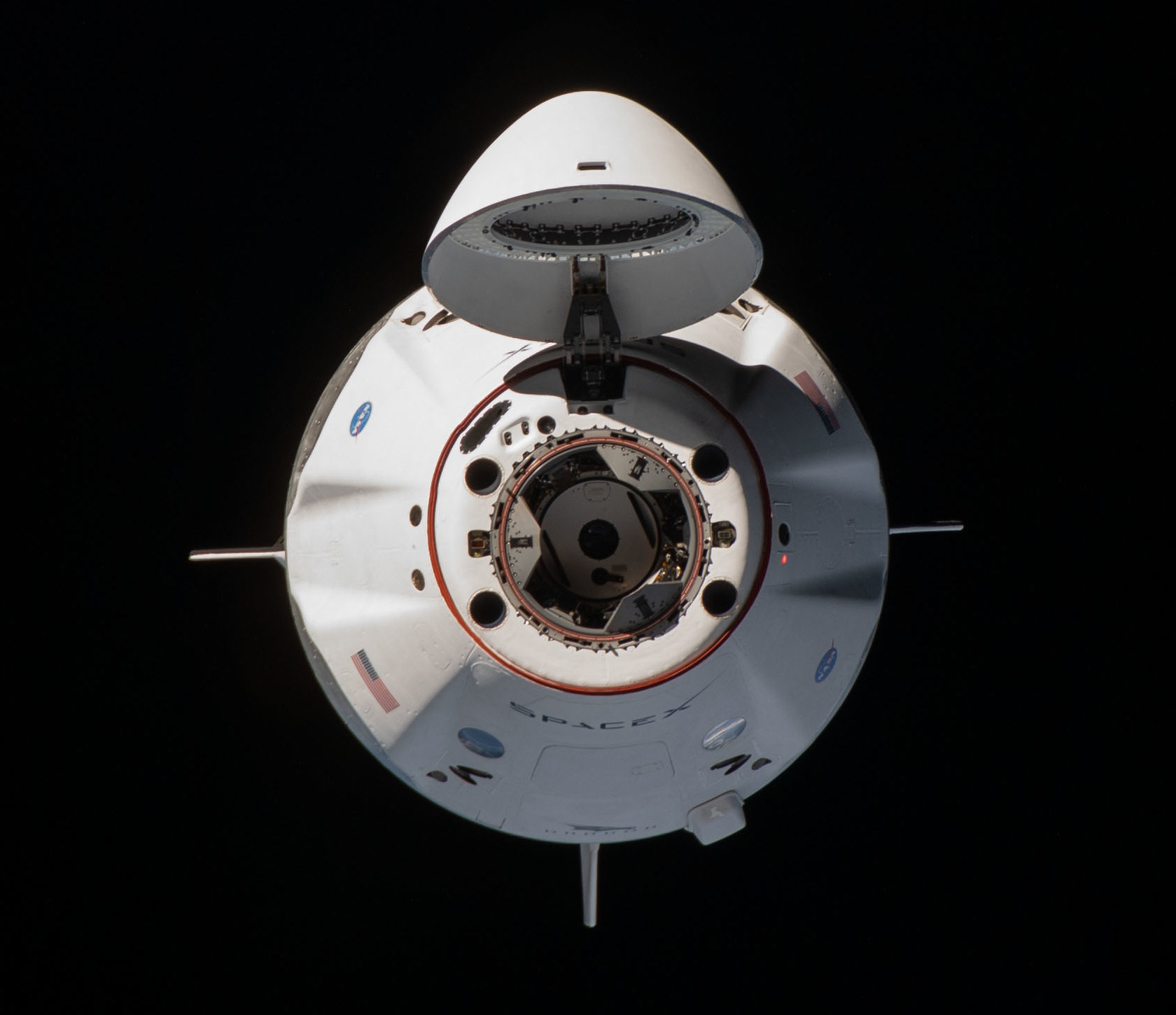
Přílet lodi Crew Dragon k ISS během mise Crew-1
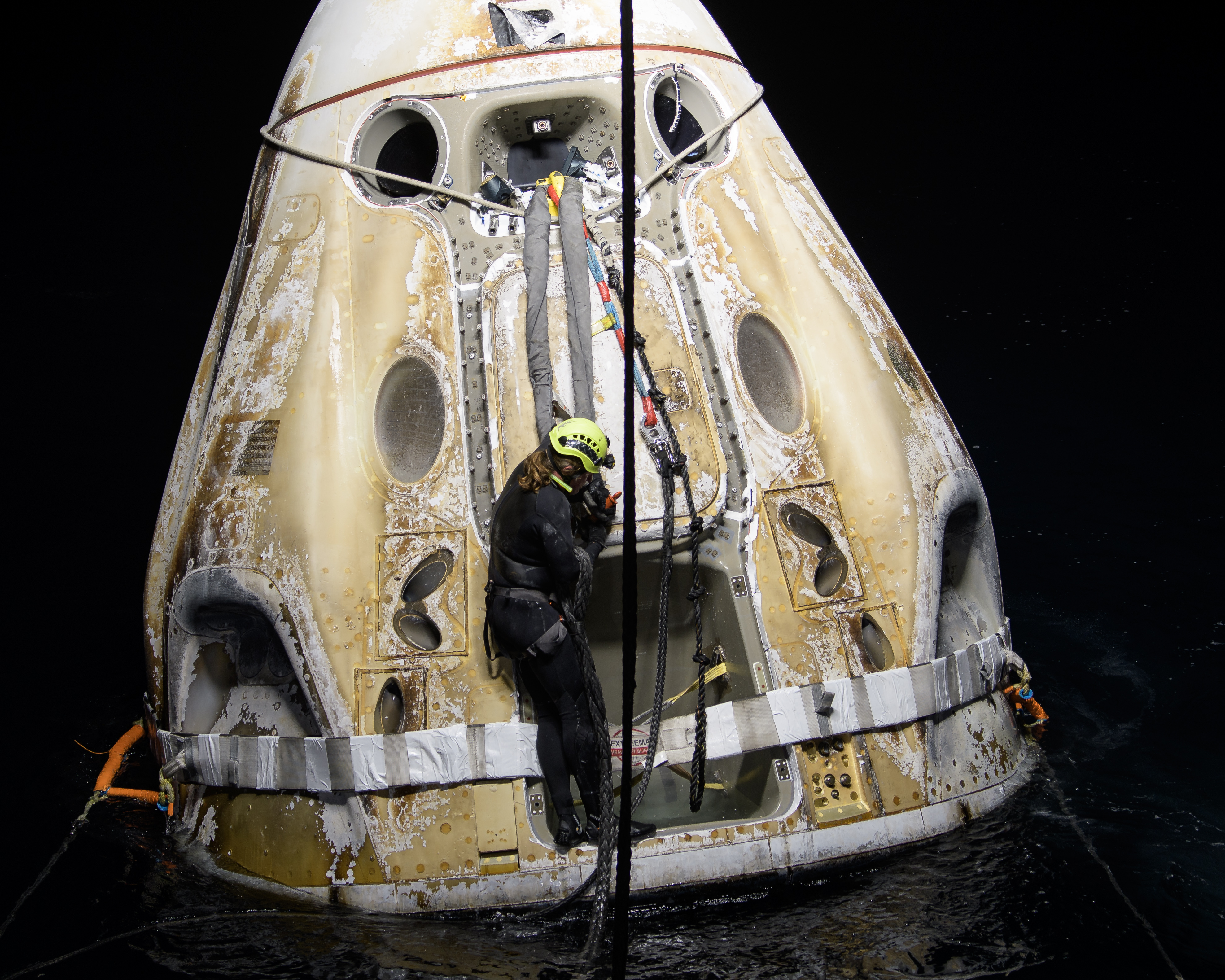
Crew Dragon po přistání
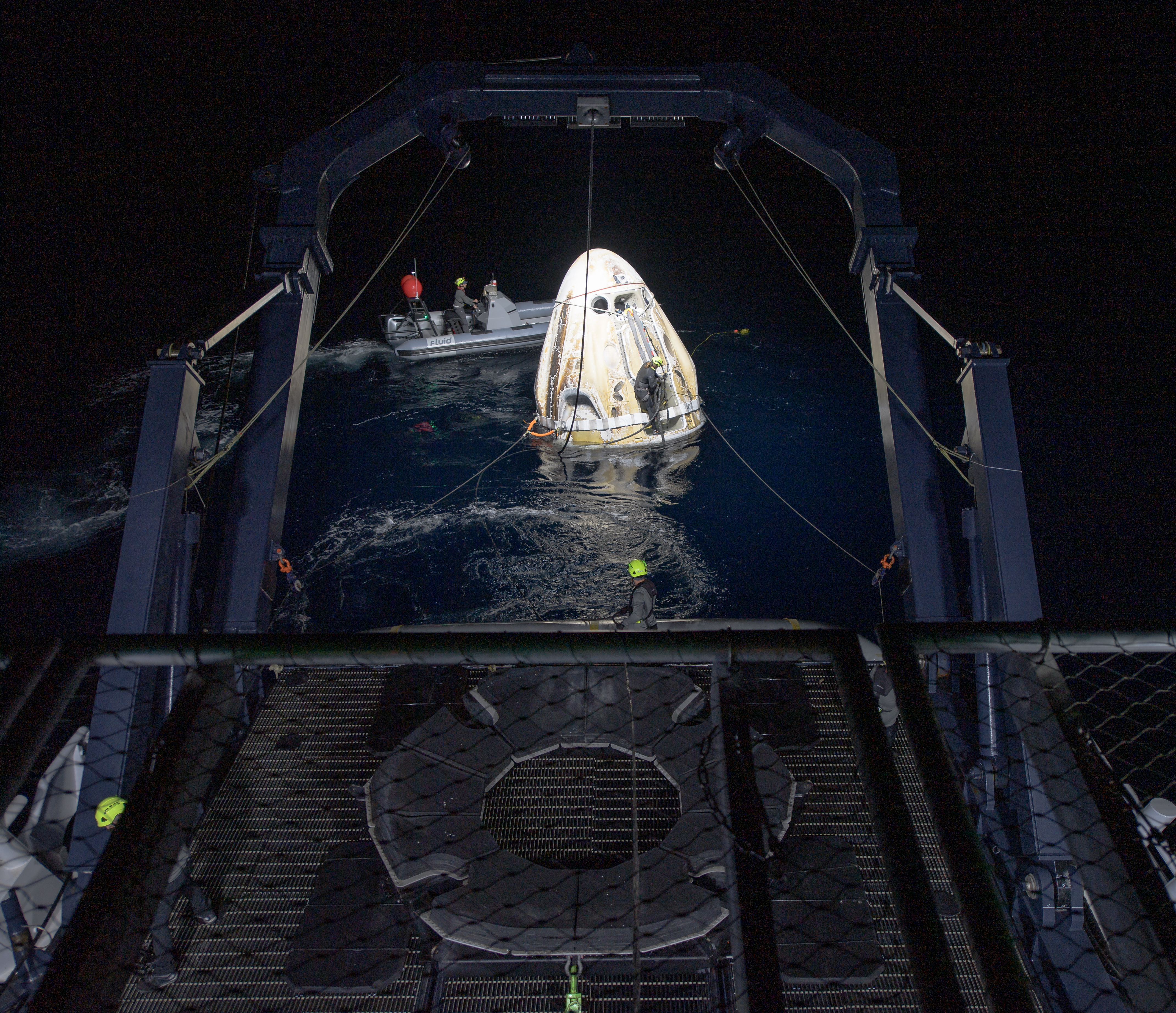
Crew Dragon po přistání
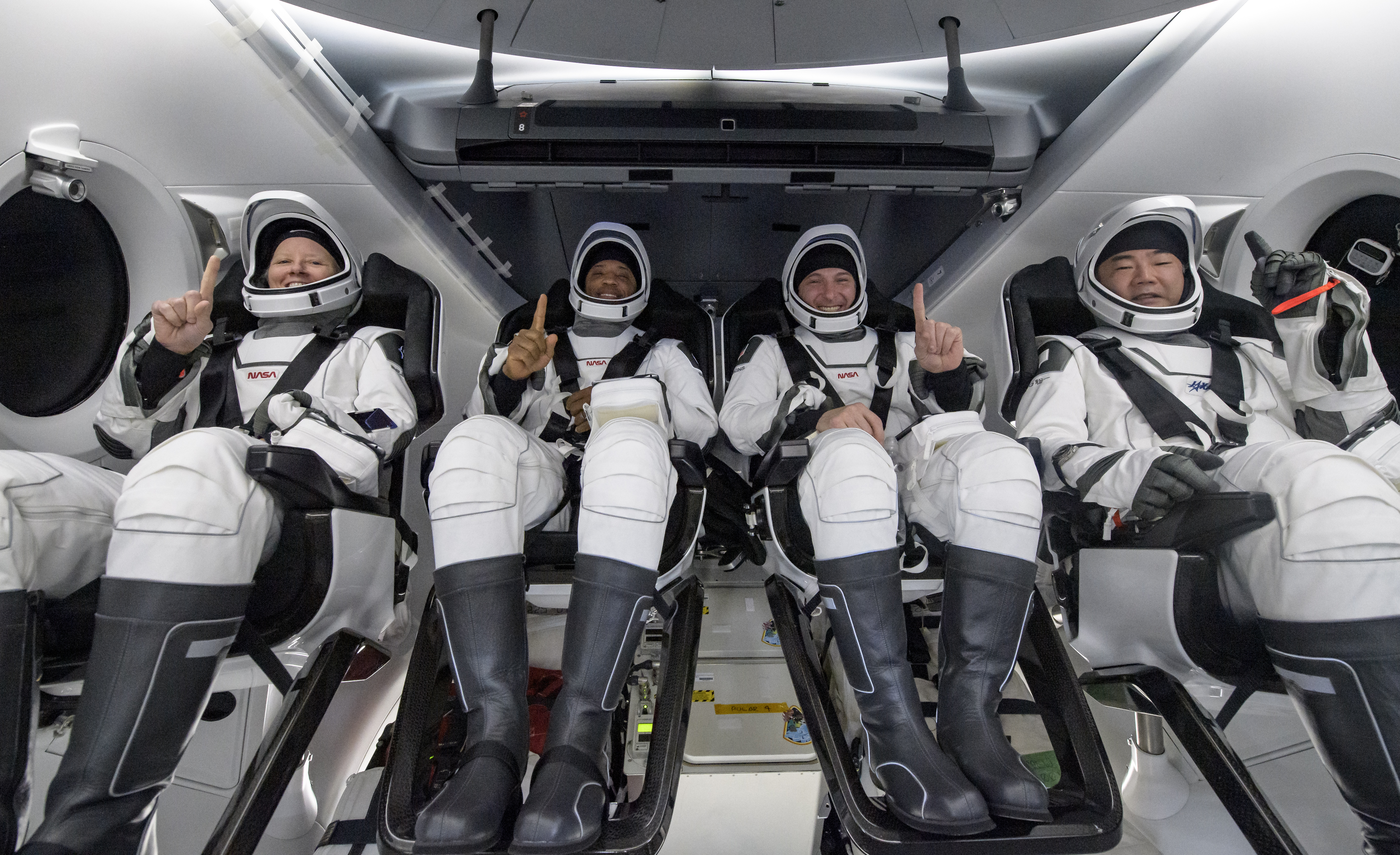
Posádka krátce po přistání
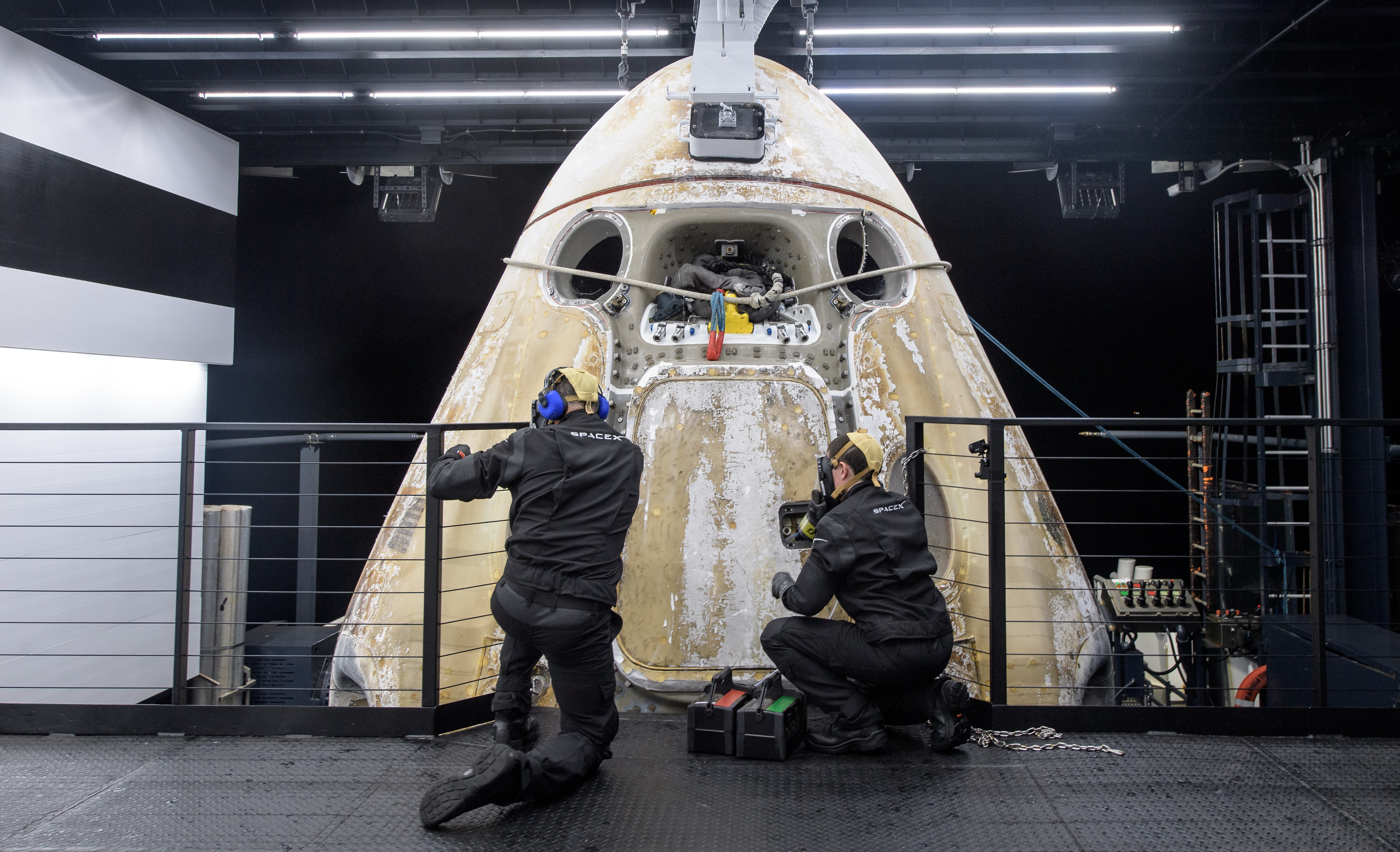
Crew Dragon před otevřením poklopu
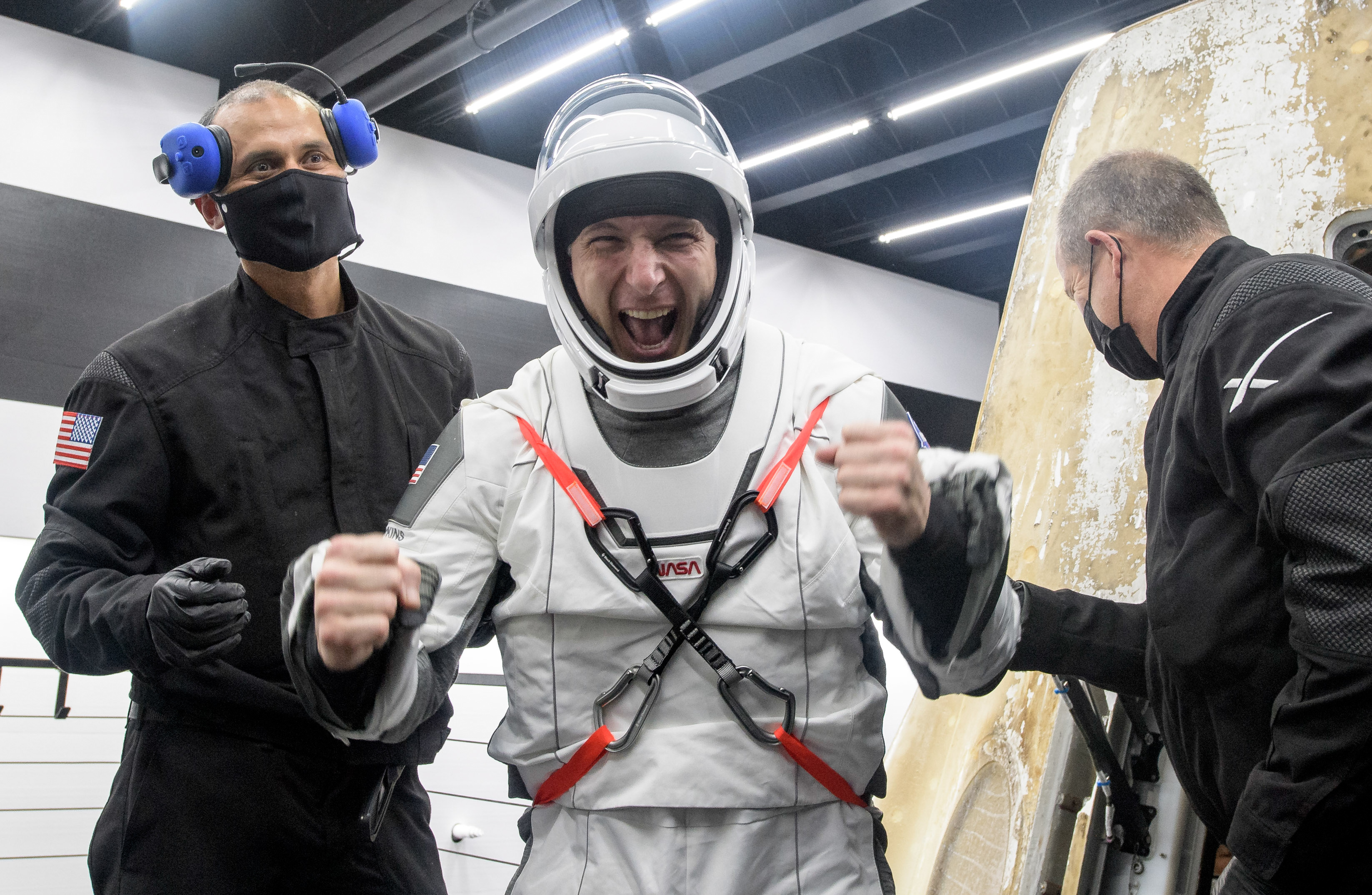
Mike Hopkins po přistání
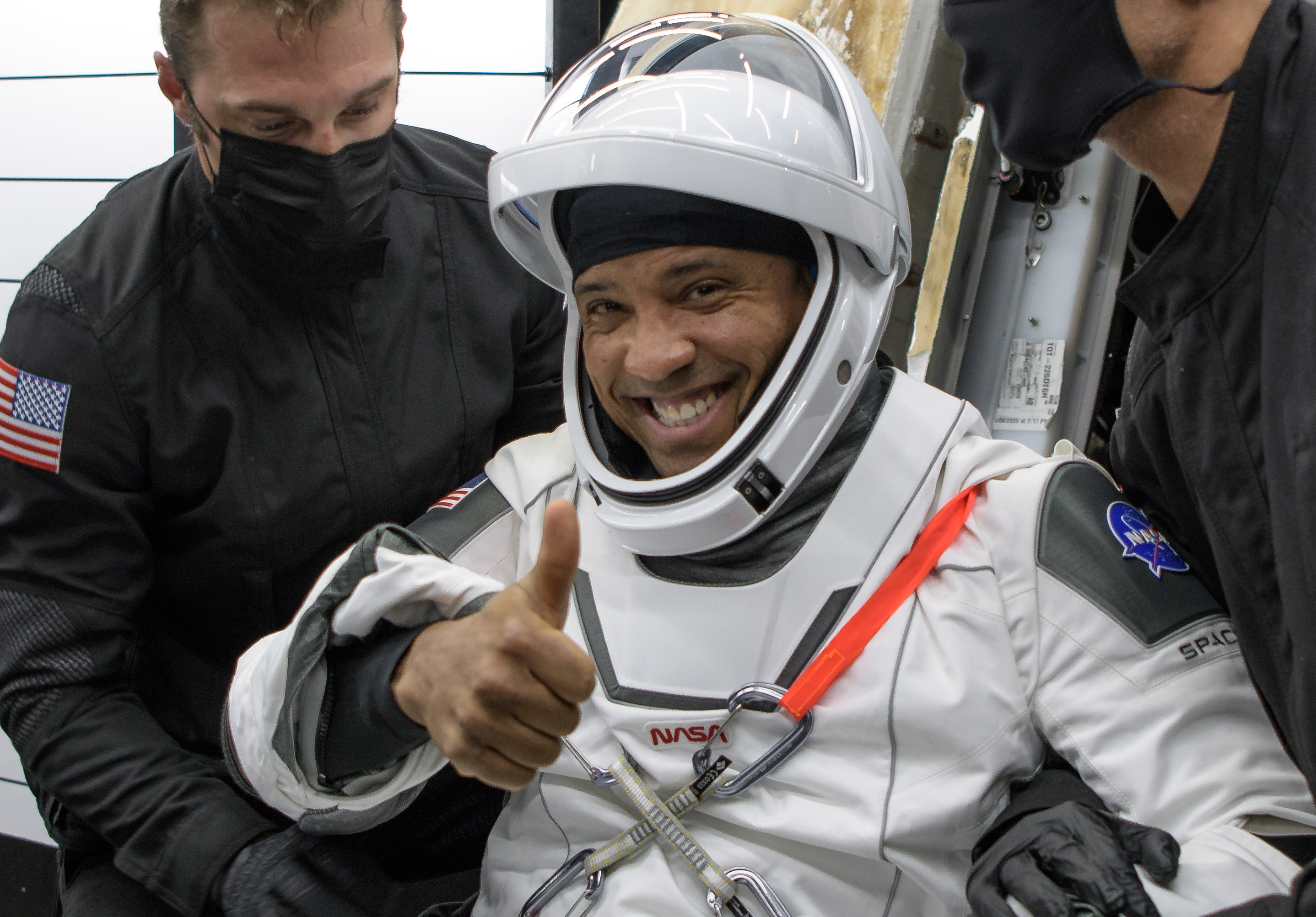
Victor Glover po přistání
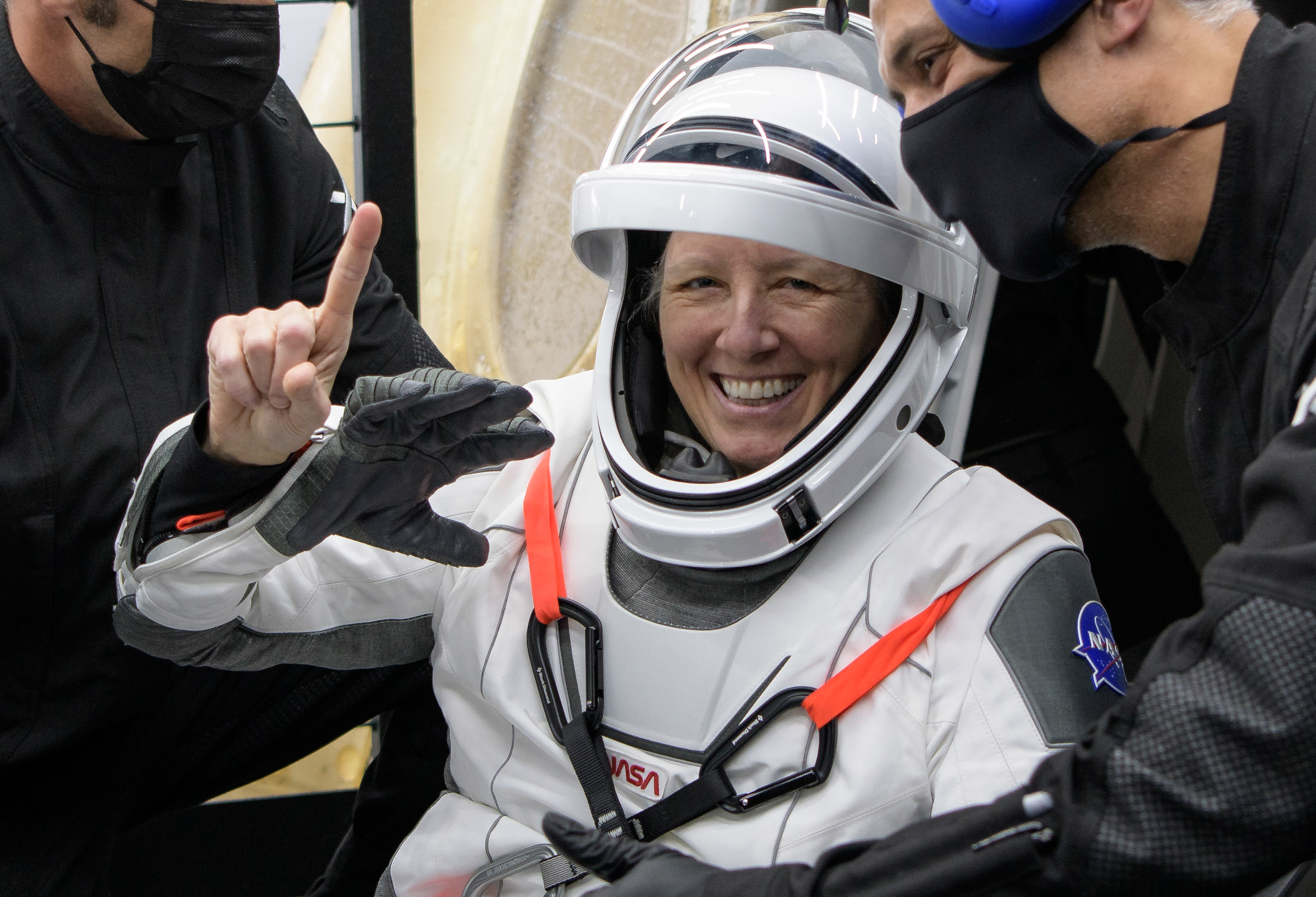
Shanonn Walkerová po přistání
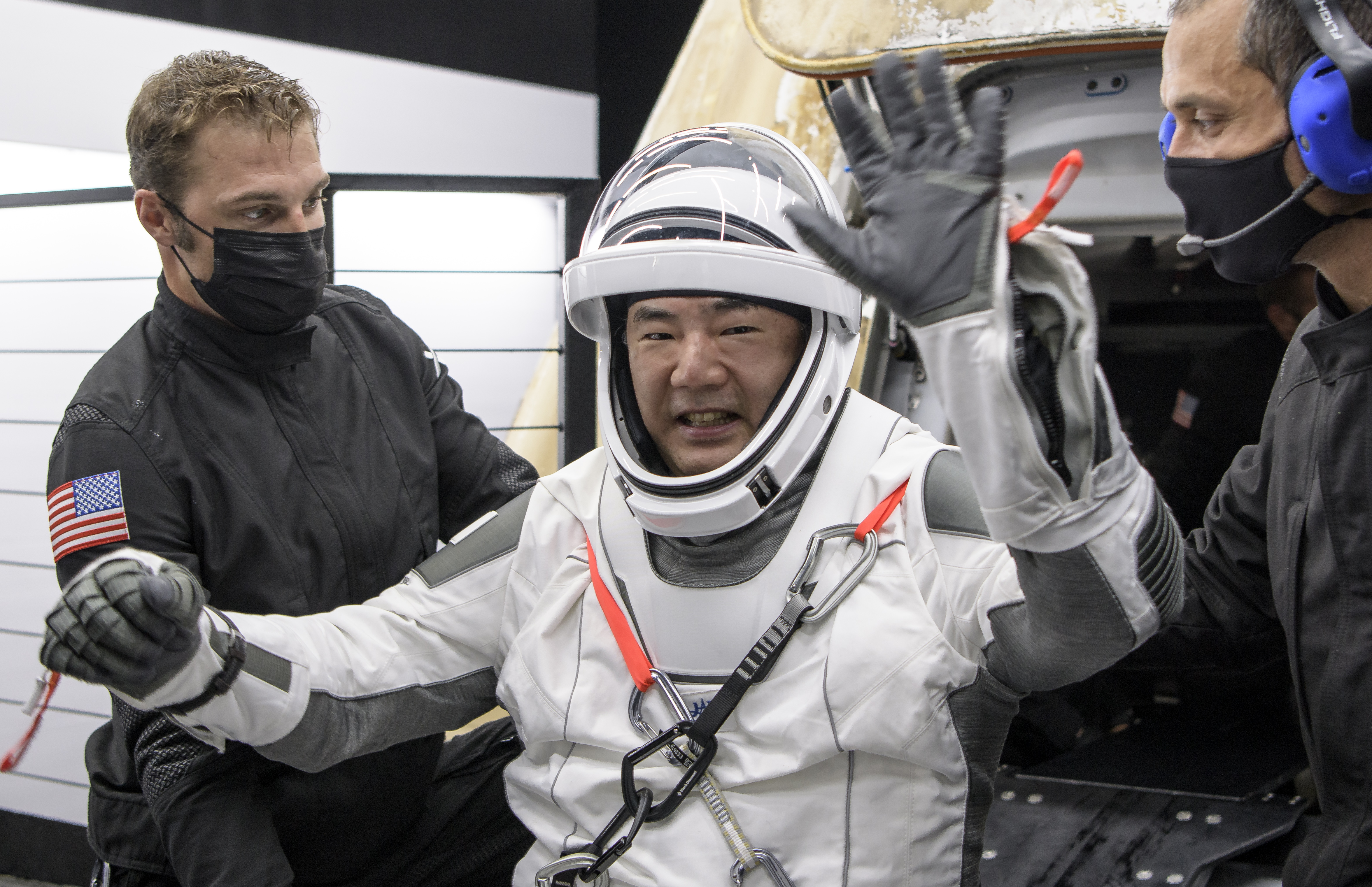
Sóiči Noguči po přistání